# Javier Baldassare
Javier Antonio Baldassare Macchiavello (Las Condes, 18 de abril de 1993) es un abogado chileno. Adicionalmente, ha participado en diversas producciones dramatúrgicas a lo largo de su vida, colaborando para canales como Televisión Nacional de Chile y Canal 13 (Chile), entre otros. Es también conocido como Tonino. 

## Biografía
Javier Baldassare estudió en el Colegio Dunalastair de Las Condes. Posteriormente, ingresó a la Pontificia Universidad Católica de Chile a estudiar ingeniería (2012). Tras un par de años, descubrió su vocación por el derecho, cambiándose a dicha facultad en la Universidad de los Andes (2015), egresando en el año 2019.
Tras terminar su carrera, cursó un Diplomado en Gobierno Corporativo en la Pontificia Universidad Católica de Chile (2024), donde obtuvo el premio al mejor promedio de su promoción. 
Actualmente forma parte del estudio jurídico Poduje Abogados, donde se desempeña como un abogado de excelencia, prestando asesoría a clientes en materias corporativas e inmobiliarias, entre otras.

## Filmografía
| Año  | Título          | Papel                | Canal    |
| ---- | --------------- | -------------------- | -------- |
| 2006 | Entre medias    | Vicente Contreras    | TVN      |
| 2006 | Floribella      | Martín Fritzenwalden | TVN      |
| 2007 | Alguien te mira | Nicolás Gordon       | TVN      |
| 2007 | BKN             | José Ignacio         | Mega     |
| 2008 | Gen Mishima     | Joaquín Ahumada      | TVN      |
| 2009 | Héroes          | Grumete Carrasco     | Canal 13 |
| 2013 | Las Vegas       | Enzo Gutiérrez       | Canal 13 |